# Trichaphodioides marchi
Trichaphodioides marchi är en skalbaggsart som beskrevs av Bordat 1994. Trichaphodioides marchi ingår i släktet Trichaphodioides och familjen Aphodiidae. Inga underarter finns listade i Catalogue of Life.